# Oudebildtdijk
De Oudebildtdijk (ook wel Oude Bildtdijk en in de volksmond genaamd Ouwe Dyk) is een in 1505 aangelegde dijk in de Nederlandse streek het Bildt.

## Geschiedenis
De Oudebildtdijk is de eerste dijk die in 1505 werd aangelegd bij de inpoldering van het gebied van het Bildt, sinds 2018 onderdeel van de gemeente Waadhoeke. De Bildtpolder maakte ooit deel uit van de Middelzee, maar slibde langzaam maar zeker steeds meer dicht. Om de overstroming bij vloed in de Waddenzee tegen te gaan werd deze dijk aangelegd. Tot op de dag vandaag slibt er nog steeds land aan en wordt er nieuw land gevormd. In de 17e eeuw verloor de Oudebildtdijk zijn beschermende functie doordat de Nieuwe Bildtdijk werd aangelegd. Door de aanleg in de 20e eeuw van de huidige zeedijk verloor ook de Nieuwe Bildtdijk zijn beschermende functie.

## Bewoning
Op zowel de Oude als de Nieuwe Bildtdijk werden landarbeiderswoningen gebouwd. Om de huisjes te vrijwaren van overstroming werden ze zo hoog mogelijk tegen de dijk gebouwd. Aan de zuidzijde van dijk werden wel boerderijen in typisch Bildtse stijl gebouwd.
De woningen aan de dijk kwamen in de tweede helft van de 20e eeuw leeg te staan. De vroeger agrarische bevolking vond geen werk meer in de streek en trok weg. Leegstand en sloop dreigde. Toch bleek er belangstelling voor de woningen te bestaan. Randstedelingen, op zoek naar rust en ruimte, kochten hier woningen. De sloopplannen gingen van tafel en de woningen op de dijk werden op het rioleringsnetwerk aangesloten. De huisjes werden opgeknapt en in bewoonbare staat gebracht.

## Lengte
Er wordt vaak gezegd dat de Oudebildtdijk met 12,1 km de langste bewoonde straat van Nederland is, maar dat is niet zo. De Oudebildtdijk is bijvoorbeeld veel minder lang dan de Van Heemstraweg tussen Beuningen en Zaltbommel. Wel is het de langste bewoonde dijk van Nederland.